# Nothofagus glauca
Nothofagus glauca (Phil.) Krasser – gatunek rośliny z rodziny bukanowatych (Nothofagaceae). Występuje naturalnie w środkowej części Chile. 

## Morfologia
PokrójZrzucające liście drzewo dorastające do 30 m wysokości. Kora jest papierowa, o jaskrawopomarańczowej barwie.
LiścieBlaszka liściowa ma owalny lub eliptyczny kształt. Mierzy 3–7,5 cm długości oraz 2–4,5 cm szerokości, jest ząbkowana na brzegu, ma nasadę od uciętej do sercowatej lub zaokrąglonej i tępy wierzchołek. Liście od spodu mają jasno niebieskoszarą barwę. Ogonek liściowy jest nagi i ma 5 mm długości.
KwiatySą jednopłciowe. Kwiaty męskie są pojedyncze i mierzą 5 mm średnicy.
OwoceOrzechy osadzone po 3 w kupulach, dorastają do 15–30 mm długości. Kupule powstają ze zrośnięcia czterech liści przykwiatowych.

## Biologia i ekologia
Rośnie w lasach zrzucających liście. Występuje na wysokości do 1000 m n.p.m.

## Ochrona
W Czerwonej księdze gatunków zagrożonych został zaliczony do kategorii VU – gatunków narażonych na wyginięcie. 